# 一宮市立千秋南小学校
一宮市立千秋南小学校（いちのみやしりつ ちあきみなみしょうがっこう）は、愛知県一宮市にある公立小学校。かつての千秋村南部に位置する。

## 沿革
- 1874年（明治7年）：中島郡浅野羽根村（現・一宮市千秋町浅野羽根）に教倫学校が設立される。
- 1878年（明治11年）：羽根学校に改称する。
- 1888年（明治21年）：小山村（現・一宮市千秋町小山）に移転し、小山学校に改称する。
- 1889年（明治22年）：浅野羽根村、塩尻村、小山村、町屋村が合併し、豊富村になる。これに伴い、小山学校は豊富尋常小学校に改称する。
- 1907年（明治39年）：幼村、豊富村、青木村、浮野村が合併し、千秋村になる。
- 1908年（明治40年）：豊富尋常小学校は、千秋第一尋常小学校に改称する。
- 1941年（昭和16年）：千秋第一尋常小学校は千秋南国民学校に改称する。
- 1947年（昭和22年）：千秋南国民学校は千秋村立千秋南小学校に改称する。
- 1955年（昭和30年）：千秋村は一宮市に編入される。これにより一宮市立千秋南小学校に改称する。
- 1977年（昭和52年）：現校舎が完成する。
- 1981年（昭和56年）：一宮市立千秋東小学校の新設により校区の一部を分離する。

## 通学区域
- 千秋町浅野羽根、千秋町小山、千秋町塩尻、千秋町町屋[1]。

## 進学先中学校
- 一宮市立千秋中学校

## 交通機関
- 名鉄バス「元小山」バス停下車、徒歩5分